# Décès en février 1886
Décès
- 1882
- 1883
- 1884
- 1885
- 1886
- 1887
- 1888
- 1889
- 1890

Pour une information complémentaire, voir la page d'aide.

| Date        | Nom                                                | Pays                          | Activités                                                  | Âge         | Source |
| ----------- | -------------------------------------------------- | ----------------------------- | ---------------------------------------------------------- | ----------- | ------ |
| 1er février | Philibert Bellemain                                | Drapeau de la France          | Architecte français.                                       | 79          |        |
| 1er février | Plantagenet Cary                                   | Drapeau du Royaume-Uni        | Amiral britannique.                                        | 63          |        |
| 1er février | Juan Esteban Pedernera                             | Drapeau de l'Argentine        | Homme politique argentin.                                  | 89          |        |
| 1er février | Wilmot Gibbes de Saussure                          | Drapeau des États-Unis        | Homme politique américain.                                 | 63          |        |
| 2 février   | Léopold d'Anhalt                                   | Drapeau de l'Allemagne        | Aristocrate allemand.                                      | 30          |        |
| 2 février   | Heinrich Fischer                                   | Drapeau de l'Allemagne        | Zoologiste et minéralogiste allemand.                      | 68          |        |
| 2 février   | David Hunter                                       | Drapeau des États-Unis        | Général américain.                                         | 83          |        |
| 3 février   | Joseph Doutre                                      | Drapeau du Canada             | Écrivain, journaliste, avocat et homme politique canadien. | 60          |        |
| 3 février   | Marcus Kann                                        | Drapeau de l'Autriche-Hongrie | Joueur d'échecs austro-hongrois.                           | 65/66       |        |
| 3 février   | Pierre Loison                                      | Drapeau de la France          | Sculpteur français.                                        | 69          |        |
| 3 février   | Jean Pirro                                         | Drapeau de la France          | Linguiste français.                                        | 72          |        |
| 4 février   | Charles Raymond de Saint-Vallier                   | Drapeau de la France          | Homme politique et diplomate français.                     | 52          |        |
| 4 février   | Hans Victor von Unruh                              | Drapeau de l'Allemagne        | Homme politique allemand.                                  | 79          |        |
| 5 février   | Richard Robert Madden                              | Drapeau de l'Irlande          | Médecin et écrivain irlandais.                             | 87          |        |
| 6 février   | Alexandre Lauwick                                  | Drapeau de la France          | Peintre français.                                          | 62          |        |
| 7 février   | Alessandro Raffaele Torlonia                       | Drapeau de l'Italie           | Banquier italien.                                          | 86          |        |
| 8 février   | Adolphe Assi                                       | Drapeau de la France          | Ouvrier mécanicien et homme politique français.            | 44          |        |
| 8 février   | Samuel Kleinschmidt                                | Drapeau de l'Allemagne        | Missionnaire et linguiste allemand.                        | 71          |        |
| 9 février   | Auguste Hadamard                                   | Drapeau de la France          | Peintre français.                                          | 62          |        |
| 9 février   | Winfield Scott Hancock                             | Drapeau des États-Unis        | Général et homme politique américain.                      | 70          |        |
| 10 février  | Henry Bradshaw                                     | Drapeau du Royaume-Uni        | Bibliothécaire britannique.                                | 55          |        |
| 10 février  | Edward Edwards                                     | Drapeau du Royaume-Uni        | Bibliothécaire britannique.                                | 73          |        |
| 10 février  | Athanase Fouché                                    | -                             | Aristocrate et homme politique franco-suédois.             | 84          |        |
| 10 février  | Giovanni Battista De Nobili                        | Drapeau de l'Italie           | Homme politique italien.                                   | 62/63       |        |
| 10 février  | Enno von Colomb                                    | Drapeau de l'Allemagne        | Militaire et écrivain allemand.                            | 73          |        |
| 11 février  | Adolphe Desbarrolles                               | Drapeau de la France          | Chiromancien et écrivain français.                         | 84          |        |
| 11 février  | Bernardo Gaviño                                    | -                             | Matador hispano-mexicain.                                  | 73          |        |
| 11 février  | Carl Johan Malmsten                                | Drapeau de la Suède           | Mathématicien et homme politique suédois.                  | 71          |        |
| 12 février  | Charles Cabot                                      | Drapeau de la France          | Auteur dramatique, chansonnier et écrivain français.       | 79/80       |        |
| 12 février  | Randolph Caldecott                                 | Drapeau du Royaume-Uni        | Illustrateur et peintre britannique.                       | 39          |        |
| 12 février  | Auguste de Cornulier de La Lande                   | Drapeau de la France          | Homme politique français.                                  | 73          |        |
| 12 février  | Charles Expilly                                    | Drapeau de la France          | Écrivain, journaliste et administrateur français.          | 71          |        |
| 12 février  | Pierre-Henri Gérault de Langalerie                 | Drapeau de la France          | Évêque français.                                           | 75          |        |
| 12 février  | Jules Jamin                                        | Drapeau de la France          | Physicien français.                                        | 67          |        |
| 12 février  | Horatio Seymour                                    | Drapeau des États-Unis        | Homme politique américain.                                 | 75          |        |
| 13 février  | Ernest de Steenhault de Waerbeek                   | Drapeau de la Belgique        | Homme politique belge.                                     | 70          |        |
| 14 février  | Amile-Ursule Guillebaud                            | Drapeau de la Suisse          | peintre suisse.                                            | 85          |        |
| 14 février  | George Weld-Forester                               | Drapeau du Royaume-Uni        | Homme politique britannique.                               | 78          |        |
| 15 février  | Robert Adair                                       | Drapeau du Royaume-Uni        | Homme politique britannique.                               | 74          |        |
| 15 février  | Edward Cardwell                                    | Drapeau du Royaume-Uni        | Homme politique britannique.                               | 72          |        |
| 15 février  | Gustave Morin                                      | Drapeau de la France          | Peintre français.                                          | 76          |        |
| 16 février  | Albert Küchler                                     | Drapeau du Danemark           | Peintre danois.                                            | 82          |        |
| 17 février  | Léon Désiré Alexandre                              | Drapeau de la France          | Peintre français.                                          | 68          |        |
| 17 février  | Jean-Baptiste Daveloose                            | Drapeau de la Belgique        | Peintre belge.                                             | 78          |        |
| 18 février  | Melchior Barthès                                   | Drapeau de la France          | Pharmacien, botaniste et poète français.                   | 68          |        |
| 18 février  | Leopold Hermann von Boyen                          | Drapeau de l'Allemagne        | Général allemand.                                          | 74          |        |
| 18 février  | Herman-Louis-Bernard-Ernest de Calouin de Tréville | Drapeau de la France          | Militaire et homme politique français.                     | 83          |        |
| 19 février  | Joseph Matthäus Aigner                             | Drapeau de l'Autriche-Hongrie | Portraitiste austro-hongrois.                              | 68          |        |
| 19 février  | Jacques Baumier                                    | Drapeau de la France          | Architecte français.                                       | 61          |        |
| 19 février  | Prosper Giquel                                     | Drapeau de la France          | Officier de marine français.                               | 50          |        |
| 19 février  | Grégoire Georges Ypsilantis                        | Drapeau de la Grèce           | Homme politique grec.                                      | 50          |        |
| 19 février  | Jacques-Émile Lafon                                | Drapeau de la France          | Peintre français.                                          | 69          |        |
| 20 février  | Eugène Delaporte                                   | Drapeau de la France          | Musicien et organiste français.                            | 67          |        |
| 20 février  | Nathaniel Philippe Sander                          | Drapeau de la France          | Lexicographe français.                                     | ?           |        |
| 21 février  | Alexis Lavigne                                     | Drapeau de la France          | Modéliste, créateur et tailleur français.                  | 73          |        |
| 21 février  | Matveï Mouraviev-Apostol                           | Drapeau de la Russie          | Officier russe.                                            | 93          |        |
| 21 février  | Louis Vagnat                                       | Drapeau de la France          | Peintre français.                                          | 45          |        |
| 22 février  | Henriette Dor                                      | Drapeau de l'Italie           | Ballerine française.                                       | 43          |        |
| 22 février  | Saverio Friscia                                    | Drapeau de la France          | Homme politique italien.                                   | 72          |        |
| 23 février  | Alfred Vilain XIIII                                | Drapeau de la Belgique        | Homme politique belge.                                     | 75          |        |
| 24 février  | Étienne Louis Chastel                              | Drapeau de la Suisse          | Pasteur et historien suisse.                               | 84          |        |
| 24 février  | Peter Gow                                          | Drapeau du Canada             | Homme politique canadien.                                  | 67          |        |
| 24 février  | Jules Le Berquier                                  | Drapeau de la France          | Avocat français.                                           | 66          |        |
| 24 février  | Salvator Zabban                                    | Drapeau de la France          | Journaliste français.                                      | ?           |        |
| 25 février  | Katherine Sophia Kane                              | Drapeau du Royaume-Uni        | Botaniste britannique.                                     | 74          |        |
| 25 février  | César de Faÿ de La Tour-Maubourg                   | Drapeau de la France          | Homme politique français.                                  | 65          |        |
| 25 février  | Victor Navlet                                      | Drapeau de la France          | Peintre français.                                          | 66          |        |
| 25 février  | Gaetano Sacchi                                     | Drapeau de l'Italie           | Militaire et homme politique italien.                      | 61          |        |
| 26 février  | Constantin D. Moruzi                               | Drapeau de l'Empire russe     | Boyard russe.                                              | 66/67/69/70 |        |
| 26 février  | Georges François Léopold Menu                      | Drapeau de la France          | Chanteur français.                                         | 41          |        |
| 27 février  | Ivan Aksakov                                       | Drapeau de l'Empire russe     | Homme de lettres russe.                                    | 62          |        |
| 27 février  | Francisco Gómez Palacio y Bravo                    | Drapeau du Mexique            | Homme politique mexicain.                                  | 62          |        |
| 27 février  | Jean-Baptiste Lelièvre                             | Drapeau de la France          | Homme politique français.                                  | 66          |        |
| 28 février  | Marc Bonnehée                                      | Drapeau de la France          | Baryton français.                                          | 57          |        |
| 28 février  | Calixte Bournat                                    | Drapeau de la France          | Homme politique français.                                  | 71          |        |
| 28 février  | Blanche Lee Childe                                 | Drapeau de la France          | Femme de lettres française.                                | 48          |        |
| 28 février  | Édouard Morren                                     | Drapeau de la Belgique        | Botaniste belge.                                           | 52          |        |
| 28 février  | Charles William Peach                              | Drapeau du Royaume-Uni        | Naturaliste, géologue et carcinologiste britannique.       | 85          |        |